# María del Camino Fernández Riol
María del Camino Fernández Riol (Santurtzi, 1975) és una auxiliar d'infermeria i política espanyola. Titulada com a auxiliar d'infermeria a l'IES Giner de los Ríos (Lleó). Ha sigut voluntària de la Creu Roja com a socorrista i tècnica de transport sanitari. Ha desenvolupat tasques d'auxiliar d'infermeria en equips multidisciplinaris dels serveis de cirurgia, traumatologia, medecina interna i consultes externes a l'hospital de Santa Caterina de Salt. És militant de Ciutadans des de 2013 i ha exercit diversos càrrecs organitzatius dins el partit en l'àmbit provincial. En les eleccions al Parlament de Catalunya de 2017, va ser elegida diputada de Ciutadans per la circumscripció de Girona. Viu a Salt.